# کلات (بخش مرکزی کهگیلویه)
کلات یک روستا در ایران است که در دهستان دشمن‌زیاری (کهگیلویه) واقع شده‌است. کلات ۵۷۵ نفر جمعیت دارد.